# Umbras
(Maria Carta, dalle note di copertine del disco 1978)
Umbras (in italiano: Ombre) è un album di Maria Carta, pubblicato nel 1978 dalla Polydor. È una raccola di canti tradizionali sardi nelle diverse varianti linguistiche dell'isola.
Ad accompagnare la cantante c'erano il chitarrista Lorenzo Pietrandrea, Luciano Michelini all'organo e Mauro Palmas alle launeddas, il tecnico del suono era Sergio Marcotulli.

## Tracce
1. Ave Maria catalana - 3:41 (catalano, Ave Maria tradizionale) L. Michelini all'organo
2. No si poni risistì - 4:03 (testo Gavino Pes gallurese, Corsicana)
3. Su Pizzinneddu - 2:00 (campidanese e logudorese, Ninna nanna)
4. Fiores Pro Una Oghe - 3:19 (logudorese, A sa Nuoresa)
5. Ballada Ogliastrina - 2:04 (logudorese, accomp. con le launeddas da Mauro Palmas)
6. Muttettu -  2:01, (campidanese, Trallallera)
7. S'anzone - 2:59, (logudorese, Corsicana)
8. No mi giamedas Maria - 4:04 (testo di Bonaventura Licheri in logudorese, canto religioso tradizionale, gosos), Luciano Michelini all'organo
9. Ojos Lontanos - 2:20 (logudorese, Cantu in re)
10. No potho reposare - 4:04 Salvatore Sini, Giuseppe Rachel
11. Trallallera -  1:51 (campidanese, Trallallera)
12. In su monte 'e Gonare - 4:24 (logudorese, nuorese Canto tradizionale)
13. Dillu (Hai Diri Diri Diri Diri Dinni)  - 5:41 (logudorese, dillu)